# Duc de Vicence
Le titre de duc de Vicence et de l'Empire a été créé le 19 mars 1808 par Napoléon Ier au profit d'Armand de Caulaincourt, grand écuyer et ambassadeur de France à Saint-Pétersbourg. Le titre renvoie à la ville de Vicence en Italie. Vicence est alors le chef-lieu du département du Bacchiglione du  royaume d’Italie (1805-1814).  Il s'éteint à la mort de son deuxième titulaire Adrien de Caulaincourt, qui n'a aucune descendance mâle.

## Liste chronologique des ducs de Vicence
1. 1808-1827 : Armand de Caulaincourt (1773-1827), 1er duc de Vicence, grand écuyer de l'Empire puis ministre des Relations extérieures de 1813 à 1814 puis sous les Cent-Jours.
2. 1827-1896 : Adrien de Caulaincourt (1815-1896), 2e duc de Vicence, président du conseil général de la Somme et sénateur du Second Empire, fils du précédent et mort sans descendance mâle[1].